# Santa Cruz (Zulia)
Santa Cruz es uno de los sectores que forman la ciudad de Cabimas en el estado Zulia (Venezuela), pertenece a la parroquia Jorge Hernández.
Se encuentra entre los sectores La Gloria al norte y al oeste (Av Intercomunal), El Carmen al este (calle Oriental) y Santa Clara al sur (calle San Mateo).
Luego del reventón del pozo Barroso II (R4), llegaron trabajadores de distintas partes de Venezuela, estableciéndose en campamentos improvisados en los alrededores del pozo, uno de estos sectores paso a llamarse Santa Cruz.
Santa Cruz es un triángulo formado por las calles Intercomunal, Oriental y San Mateo, y está en el sitio conocido como las 5 Bocas (Av Intercomunal, calle Oriental, carretera K). En las 5 Bocas se caracteriza por sus puestos de comida.
Las líneas Corito y El Lucero pasan por el sector de la Av Intercomunal y la calle Oriental.